# Szabad Szíriai Hadsereg
A Szabad Szíriai Hadsereg (arabul: الجيش السوري الح, al-Dzsájs asz-Szurri al-Ḥúr) egy szíriai arab fegyveres szervezet, mely a szíriai polgárháború idején alakult és rövidesen a Bassár el-Aszad elnök ellen lázadó csoportosulások legfontosabb képviselőjévé vált. A szervezet 2011. július 29-én jött létre, a szíriai hadseregből dezertált Rijád el-Aszad ezredes vezetésével. Az SZSZH 2011 decemberében formálisan is összehangolta a tevékenységét a Szíriai Nemzeti Tanáccsal, majd 2012 novemberétől az ekkor megalakuló Szíriai Nemzeti Koalícióval.

A Szabad Szíriai Hadsereg zászlaja

A külföldi támogatásnak köszönhetően az SZSZH komoly katonai erővé nőtte ki magát, azonban konfliktusba került több más fegyveres csoporttal is, elsősorban az iszlamista lázadókkal (mint például az Al-Nuszra Front) és az YPG kurd miliciával. Miután az iszlamisták 2013. július 12-én meggyilkolták az SZSZH egyik parancsnokát, heves összetűzések robbantak ki a két lázadó csoportosulás között.

## Megalakulása

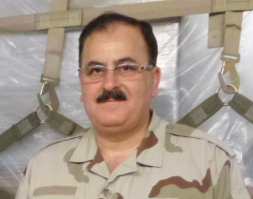
Szálim Idrisz dandártábornok

Az SZSZH létrehozásának előzményei a szíriai hadsereg 2011. májusi darai hadműveletéig nyúlnak vissza. A rendszerellenes tüntetések elleni erőszakos fellépés miatt ugyanis több katona dezertált a hadsereg kötelékéből, megtagadva a feletteseiktől kapott tűzparancsot. A későbbi hadműveletek során a dezertálók száma egyre nőtt, majd 2011. július 29-én a hadseregből dezertált katonatisztek egy csoportja, Rijád el-Aszad korábbi repülős ezredes vezetésével, bejelentette az SZSZH megalakulását. A szervezet főhadiszállása 2012 szeptemberéig Törökországban, a szír határ mellett fekvő Hatay tartományban volt, a török hadsereg védnöksége alatt. Az SZSZH-t rövidesen az SZNT, az NKBDV és a nyugati államok többsége is elismerte a lázadók fő katonai erejének.
2011. november 14-én az SZSZH végrehajtotta első szervezett támadását a kormányerők ellen a jordániai határ mellett, a rajtaütés azonban döntetlenül végződött.
A 2012-es év folyamán az SZSZH tagjainak száma ugrásszerűen megnőtt, a szervezethez csatlakozott a szíriai hadsereg több korábbi tisztje is, sőt március 24-én az SZSZH-hoz csatlakozott több, addig független lázadó csoportosulás, így az SZSZH a fegyveres lázadó csoportok "ernyőszervezetévé" vált. December 7-én több száz helyi SZSZH parancsnok találkozott a törökországi Antalyában, ahol egy 30 fős katonai tanácsot választottak meg a szervezet irányítására. A választás eredményeként Rijád el-Aszad ezredes elvesztette parancsnoki pozícióját, helyére Szálim Idriszt, a Szíriai Hadsereg dezertált dandártábornokát nevezték ki. Habár az új tanács tagjainak többsége a Muszlim Testvériséghez közelálló személy lett, a tanácskozásra az iszlamista lázadók két fő csoportosulását, az Al-Nuszra Frontot és az Ahrar as-Sámot nem hívták meg. A The Huffington Post amerikai hírlap az SZSZH ezen gesztusát úgy értékelte, mint a szervezet kísérletét a szélsőséges lázadók marginalizálására.

## Fegyverek és harcmodor

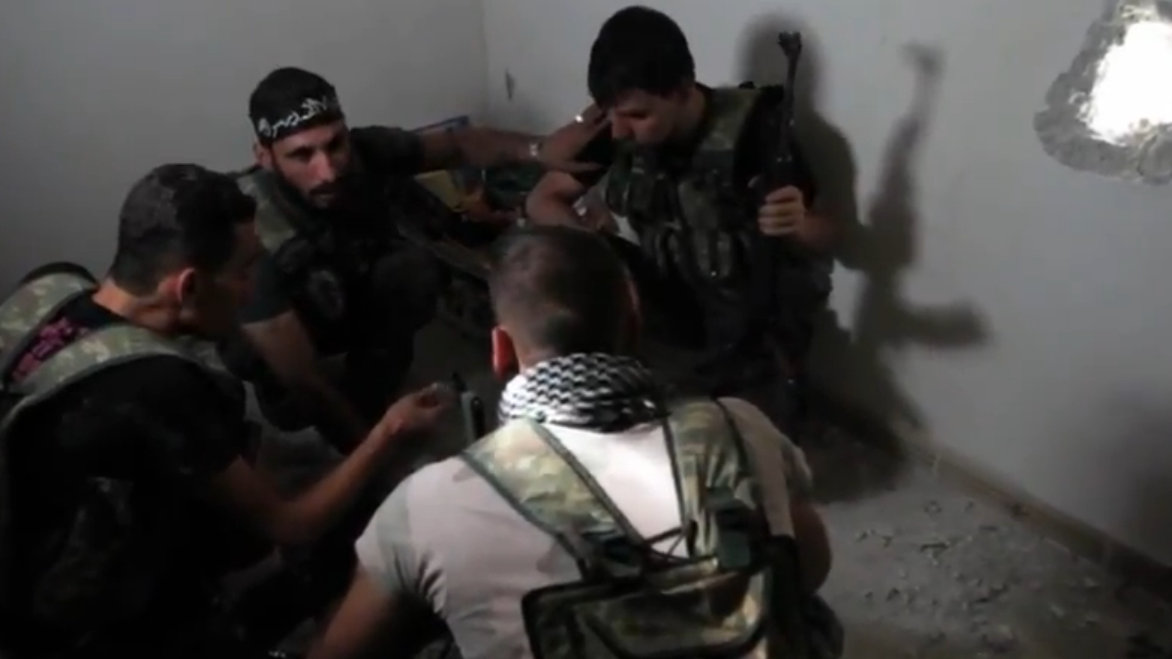
SZSZH fegyveresek tanácskoznak az aleppói csata idején

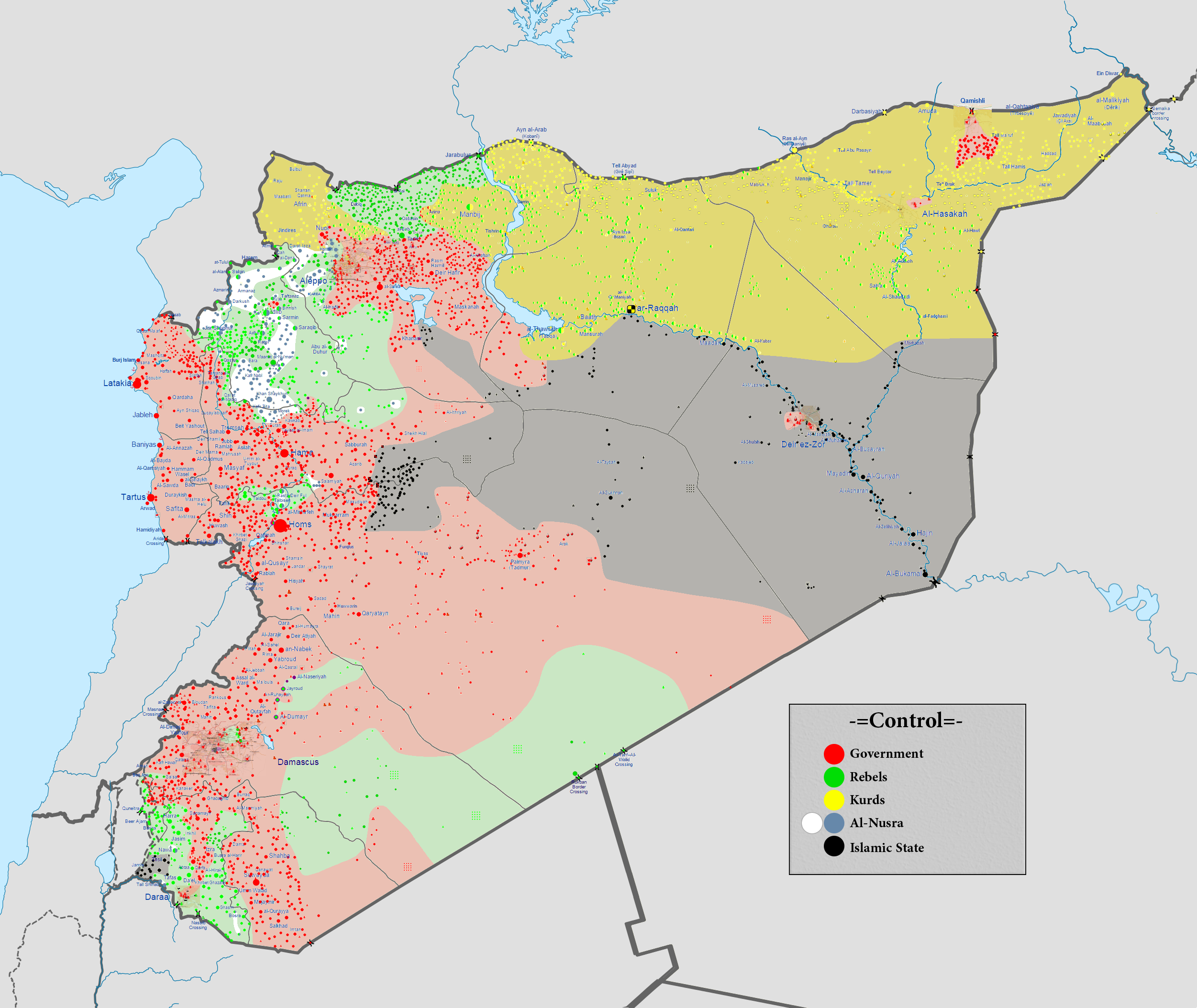
A lázadók (zölddel), a kurdok (drappal), az ISIS (szürkével) és a kormány (pirossal) által ellenőrzött területek Szíriában 2016-ban.

Az SZSZH felszerelése a kezdeti időszakban főként Kalasnyikov gépkarabélyokból és RPG-7 kézi páncéltörő gránátvetőkből állt, később azonban a Szaúd-Arábián és Jordánián keresztül érkező fegyverszállítmányok, illetve a feketepiac révén M16, FN FAL és Heckler & Koch G3 gépkarabélyokhoz, illetve PKM géppuskákhoz is jutottak. Egyes felvételek alapján a lázadók Sturmgewehr 44 második világháborús német gépkarabélyokat is beszereztek, amelyet tévesen Kalasnyikovnak gondoltak. 2012 februárjában - az SZSZH közleménye és fényképfelvételek alapján - a lázadók zsákmányoltak három tankot, melyeket Homszban vetettek be a kormányerők ellen. Időközben légvédelmi rakétákhoz is jutottak, melyek segítségével 2012 októberében lelőttek egy MiG-23 vadászrepülőgépet Dajr ez-Zaur közelében.
Az SZSZH parancsnoksága a konfliktus folyamán erőteljesen lobbizott a nemzetközi közösségnél fegyverek küldése érdekében. 2012 tavaszától a Szíria ellen érvényben levő fegyverembargó ellenére Katar és Szaúd-Arábia nyíltan megkezdte a felkelők felfegyverzését és pénzelését, de a fegyverszállításból Törökország is kivette a részét. 2013. szeptemberétől az amerikai kormány is kézifegyver szállítmányokkal segíti a felkelőket.
A kezdeti periódusban az SZSZH gerilla taktikával vette fel a harcot a kormányerőkkel, nem próbálkozva települések elfoglalásával. Céljaik eléréséhez improvizált robbanószerkezeteket is felhasználtak illetve használnak a mai napig. Az SZSZH vállalta felelősséget egy öngyilkos merényletért is, melyben négy magas rangú kormányhivatalnok vesztette életét, az ebben való részvételük azonban még nem bizonyított.
A kezdeti taktika ellenére azonban 2012 februárjában az SZSZH elfoglalta Zabadáni települést, mely az első SZSZH által ellenőrzött település lett. 2012 végére a szervezet jelentős területeket hajtott uralma alá Szíriában, főként az Aleppótól északra elhelyezkedő területen, de Damaszkusz és a dél-szíriai Dara környékén is.

## Külföldi fegyveresek
Az SZSZH soraiban külföldről érkező fegyveresek is harcolnak, bár kisebb arányban mint a Szíriában tevékenykedő iszlamista miliciákban. 2012 májusában mintegy 300 libanoni szunnita harcos csatlakozott a hadsereghez, a későbbiekben algériai, tunéziai, jordániai és szaúd-arábiai harcosok jelenléte is bebizonyosodott. 2011 novemberének végén már mintegy 600 líbiai fegyveres is csatlakozott a szíriai lázadó szervezethez.
Egy horvát tábornok jelentése szerint mintegy 80 - 100 horvát nemzetiségű személy (a délszláv háború veteránjai) harcol zsoldosként az országban az SZSZH oldalán. Belgrádi értesülések szerint a Koszovói Felszabadító Hadsereg több egykori katonája is Szíriában tartózkodik, ahol főként a lázadók katonai kiképzésében töltenek be vezető szerepet. 2012 novemberében egyikük életét vesztette a török határ közelében vívott harcokban.

## Háborús bűncselekmények
A konfliktus alatt az SZSZH-t háborús bűncselekmények elkövetésével is megvádolták. A Human Rights Watch emberrablásokkal, kínzással és törvénytelen kivégzésekkel vádolta meg a szervezetet. Egy SZSZH parancsnok saját bevallása szerint embereivel mintegy 150 foglyul ejtett személyt végeztetett ki, akik - indoklása szerint - a Sabiha kormánypárti milícia tagjai vagy szimpatizánsai voltak. Az aleppói csata idején számos esetben előfordult, hogy szíriai lázadók hadifoglyokat és Aszad-párti személyeket végeztek ki, tetteikről pedig amatőr videó felvételeket készítettek, melyeket videómegosztó portálokra töltöttek fel.
A szíriai kormány jelentése szerint június 22-én az Aleppóhoz közeli Daret Izza faluban 26 kormánypárti személyt lőttek agyon felkelők.
Nagy felháborodást okozott egy május 14-én közzétett videófelvétel, melyen egy, az SZSZH-val szövetséges homszi lázadócsoport parancsnoka, Abu Szakkar kivágta egy halott szíriai katona szívét, majd beleharapott, utána  megfenyegetve az Aszad elnökhöz lojális katonákat, hogy hasonló sorsra fognak jutni. Abu Szakkar tettét több ország is hivatalosan elítélte, az ellenézki koalíció pedig kijelentette, hogy ezért elszámoltatás vár a lázadóparancsnokra.
Az ENSZ értesülései szerint az SZSZH és a többi szíriai lázadószervezet is rendszeresen soroz be gyermekeket is.

## Külföldi támogatók
Az SZSZH-t több ország is aktívan támogatja pénzzel, segélyszállítmányokkal illetve fegyverekkel is. Az SZSZH legjelentősebb támogatója Törökország, melynek kormánya a kezdeti periódusban hozzájárult, hogy a szervezet főparancsnoksága török felségterületen, Hatay tartományban székeljen, majd a későbbiekben fegyverszállítmányokkal is támogatta a felkelőket. Törökország mellett a lázadók felfegyverzésében Szaúd-Arábia és Katar is vezető szerepet töltött be. 2012 március 1-jén a kuvaiti parlament is egyhangúlag megszavazott egy, az SZSZH támogatásáról szóló kormánytervezetet.
A nyugati nagyhatalmak közül Franciaország és Nagy-Britannia bizonyult a legaktívabbnak a lázadók támogatását illetően. A Reuters értesülései szerint 2012 júniusában brit SAS kommandósok felderítő akciókat hajtottak végre a szíriai-török határ vidékén az SZSZH számára. A Brit Fegyveres Erők ugyanakkor ciprusi bázisairól nyiltan logisztikai támogatásban részesíti az Aszad-rezsim ellen harcoló lázadókat. A brit alakulatok mellett a német BND-t is megvádolták a felkelők számára való kémkedéssel. 2013 márciusában William Hague külügyminiszter bejelentette, hogy a brit kormány a konfliktus kitörése óta első ízben katonai járműveket szándékozik küldeni a felkelőknek.
Az Egyesült Államok, Franciaország és Nagy-Britannia emellett katonai felszereléssel is ellátta az ellenzéki fegyvereseket, mindenekelőtt kommunikációs eszközökkel és orvosi felszereléssel. Az Amerikai Egyesült Államok - habár igyekszik óvatosnak mutatkozni a szíriai ellenzék támogatását illetően - 2012 nyaráig 15 millió dollárt utalt át a Szíriai Nemzeti Tanács részére. Ugyanakkor egyes információk szerint a szíriai-török határon CIA-ügynökök tevékenykednek, akiknek feladata a Törökország felől érkező külföldi fegyveresek szelekciója lenne (így próbálva megakadályozni az Al-Káidához közel álló fegyveresek bejutását az országba). 2013. szeptemberétől az amerikai kormány kézifegyver szállítmányokkal is segíti a felkelőket.
Az SZSZH másik jelentős támogatója a líbiai kormány, mely több ízben is küldött fegyvereket a lázadók számára.

## Az SZSZH kapcsolata a kurd és iszlamista szervezetekkel
Az SZSZH kapcsolata korántsem mondható felhőtlennek az észak-szíriai kurdok milíciájával, az YPG-vel. Legelőször 2012. július 29-én törtek ki harcok a két szervezet közt, az északi Afrin városban. A későbbiekben további heves összetűzésekre került sor Aleppóban és környékén, melyek több arab és kurd lázadó halálát okozták. A kurdokkal kitört konfliktusra válaszul az SZSZH fegyveresi ismételten követtek el atrocitásokat a szíriai kurd polgári lakosság ellen is. Habár az SZSZH és a kurdok vezetői megkísérelték az ellentétek elsimítását és a kooperáció kiépítését a kormányerők ellen, ezek a kísérletek nem jártak sikerrel.
Az SZSZH kapcsolata az iszlamista lázadókkal, főként az Al-Nuszra Fronttal szintén meglehetősen rossz. Habár a konfliktus kezdeti szakaszában létezett kooperáció a két szervezet közt, később egyre több fegyveres incidens tört ki köztük. Különösen heves harcok robbantak ki, mikor 2013 júliusában az iszlamisták lelőtték az SZSZH egyik parancsnokát, Kamal Hamamit. Szeptemberben az Al-Nuszra Front fegyveresei lerohanták az SZSZH által ellenőrzött Azaz várost, a szervezet több fegyveresét megölve. A kibontakozó tűzharcnak végül egy fegyverszünet vetett véget.
Egyes politikai elemzők szerint az SZSZH 2013-ra fokozatosan elvesztette befolyását a szíriai fegyveres lázadószervezetek élén az iszlamista lázadók fegyvereseivel szemben, ugyanakkor a szervezet központi parancsnoksága fokozatosan kezdi elveszteni befolyását a szövetségébe tartozó csapatok felett is.